# Leichtathletik-Weltmeisterschaften 2009/Teilnehmer (Ghana)
| Gelbes Symbol für Goldmedaillen mit stilisierten Olympischen Ringen | Graues Symbol für Silbermedaillen mit stilisierten Olympischen Ringen | Braundes Symbol für Bronzemedaillen mit stilisierten Olympischen Ringen |
| ------------------------------------------------------------------- | --------------------------------------------------------------------- | ----------------------------------------------------------------------- |
| —                                                                   | —                                                                     | —                                                                       |

Der Leichtathletik-Verband Ghanas stellte fünf Athleten bei den Leichtathletik-Weltmeisterschaften 2009 in Berlin.

## Ergebnisse

### Männer

#### Laufdisziplinen
| Athlet                                             | Disziplin | Vorlauf    | Vorlauf | Viertelfinale      | Viertelfinale      | Halbfinale         | Halbfinale         | Finale             | Finale             |
| Athlet                                             | Disziplin | Zeit       | Platz   | Zeit               | Platz              | Zeit               | Platz              | Zeit               | Platz              |
| -------------------------------------------------- | --------- | ---------- | ------- | ------------------ | ------------------ | ------------------ | ------------------ | ------------------ | ------------------ |
| Aziz Zakari                                        | 100 m     | 10,57 s    | 57      | nicht qualifiziert | nicht qualifiziert | nicht qualifiziert | nicht qualifiziert | nicht qualifiziert | nicht qualifiziert |
| Seth Amoo                                          | 200 m     | 21,04 s    | 35      | nicht qualifiziert | nicht qualifiziert | nicht qualifiziert | nicht qualifiziert | nicht qualifiziert | nicht qualifiziert |
| Nana Kofi Samm Tanko Braimah Seth Amoo Aziz Zakari | 4 × 100 m | 39,61 s SB | 13      |                    |                    |                    |                    | nicht qualifiziert | nicht qualifiziert |

### Frauen

#### Laufdisziplinen
| Athletin  | Disziplin | Vorlauf | Vorlauf | Viertelfinale | Viertelfinale | Halbfinale | Halbfinale | Finale             | Finale             |
| Athletin  | Disziplin | Zeit    | Platz   | Zeit          | Platz         | Zeit       | Platz      | Zeit               | Platz              |
| --------- | --------- | ------- | ------- | ------------- | ------------- | ---------- | ---------- | ------------------ | ------------------ |
| Vida Anim | 100 m     | 11,38 s | 11      | 11,34 s       | 13            | 11,43 s    | 13         | nicht qualifiziert | nicht qualifiziert |
| Vida Anim | 200 m     | 23,33 s | 21      |               |               | 23,36 s    | 20         | nicht qualifiziert | nicht qualifiziert |